# Adam Zorn
Johann Philipp Adam Zorn (* 4. Februar 1863 in Niederwallmenach im Rhein-Lahn-Kreis; † 2. März 1930 ebenda) war ein deutscher Bürgermeister und Mitglied des Provinziallandtages der Provinz Hessen-Nassau.

## Leben
Adam Zorn war ein Sohn des Landwirts Johann Adam Zorn (1839–1889) und dessen Ehefrau Maria Philippine Katharine Maus (1841–1899). Nach seiner Schulausbildung erlernte er im elterlichen Betrieb den Beruf des Landwirts. 
In den Jahren von 1897 bis 1929 bekleidete er in seinem Heimatort das Amt des Bürgermeisters und war außerdem als Rechner für die Spar- und Darlehnskasse in Niederwallmenach tätig.
Von 1921 bis 1929 hatte er ein Mandat für den Nassauischen Kommunallandtag des preußischen Regierungsbezirks Wiesbaden bzw. für den Provinziallandtag der Provinz Hessen-Nassau.
Er war Mitglied der Deutschnationalen Volkspartei (1921–1925) und gehörte von 1926 bis 1929 zur Hessen-nassauischen Arbeitsgemeinschaft Stadt und Land.
Einen wichtigen Beitrag leistete er durch seinen Einsatz für die Umsiedlung nassauischer Bauernsöhne nach Oberschlesien, die durch die Realteilung kein Auskommen hatten.